# Molvena
Molvena ist eine Fraktion der italienischen Gemeinde Colceresa mit zuletzt 2543 Einwohnern (Stand: 30. September 2017) in der Provinz Vicenza in Venetien. Die Gemeinde liegt etwa 22,5 Kilometer von Vicenza.

## Wirtschaft
In Molvena befindet sich der Firmensitz des Modelabels Diesel. Ursprünglich wurde hier auch der Hersteller für Motorrad-, Rad- und Skibekleidung Dainese gegründet. Der heutige Firmensitz befindet sich in Vicenza.